# Pirot

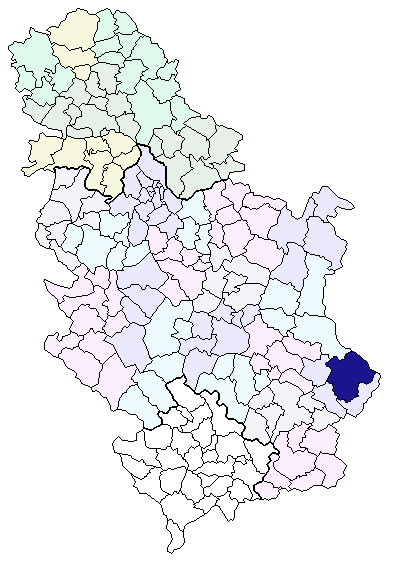
Pirot i Serbien

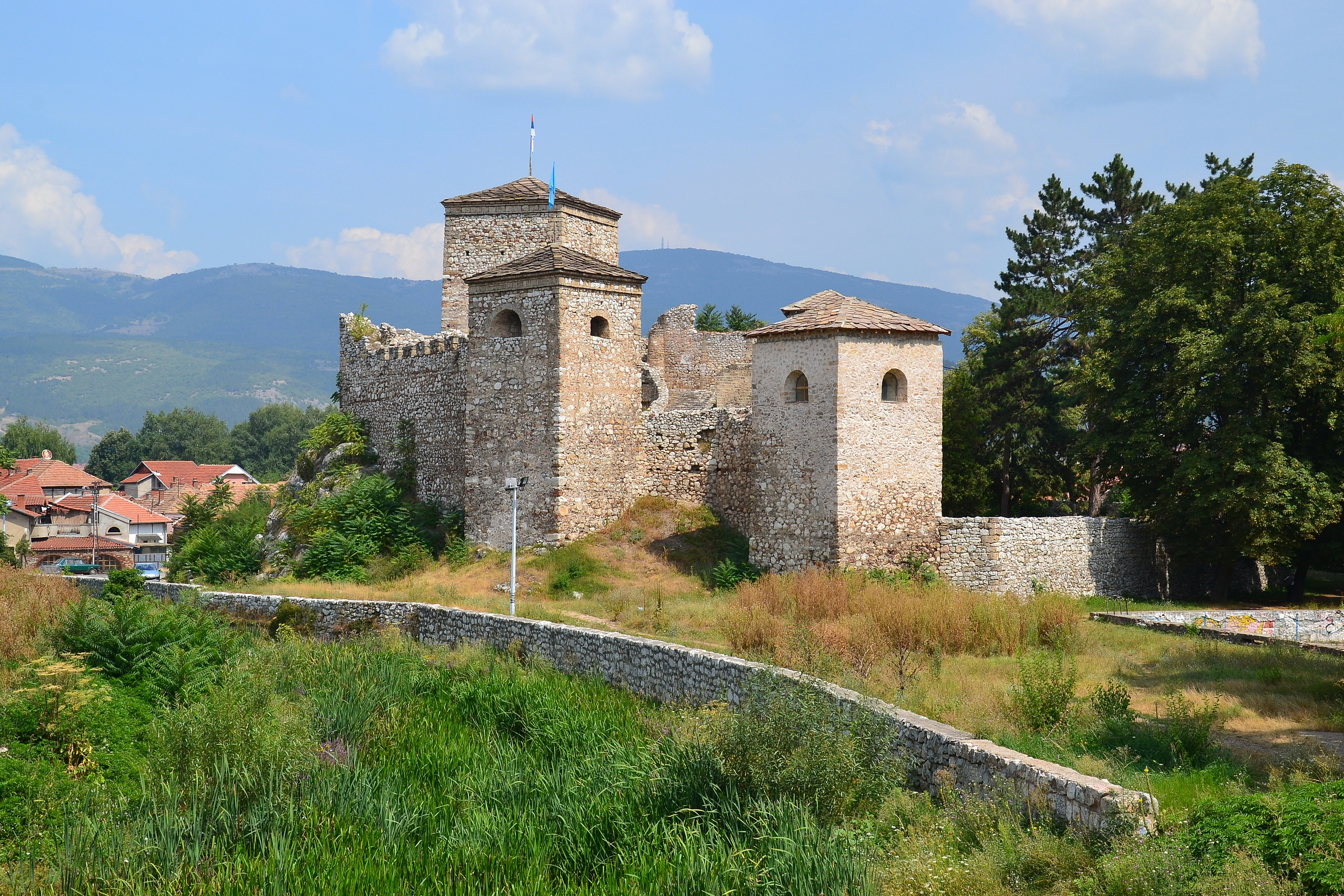
Medeltida fästning i Pirot

Pirot (kyrilliska: Пирот) är en stad i sydöstra Serbien nära gränsen till Bulgarien och ligger längs med den viktiga motorvägen mellan Niš och bulgariska gränsen. Pirot kommun består av mer än 70 orter och har 64 000 invånare. Själva staden Pirot har 41 000 invånare.
Pirot är en gammal stad som nämns redan på 100-talet. Där finns en medeltida kyrka byggd på 1300-talet.
Här finns även en medeltida borg. Pirot har varit känd för sin mattfabrikation.